# نيكولاس رايت
نيكولاس رايت (بالإنجليزية: N. T. Wright)‏ (و. 1948 – م) هو عالم عقيدة، وسياسي، وقس، ومؤرخ، وأستاذ جامعي، من المملكة المتحدة.

## مناصب
تولى منصب Bishop of Durham ‏ (2003–2010)، وDean of Lichfield ‏ (1994–1999).

## التعليم
تعلم في كلية إكستر، ومدرسة سيدبيرج ‏.

## وصلات خارجية
- نيكولاس رايت على موقع IMDb (الإنجليزية)
- نيكولاس رايت على موقع ميوزك برينز (الإنجليزية)